# Imperador da China
O título imperador da China (em chinês: 皇帝; em pinyin: Huángdì) refere-se a todo o soberano da China imperial que reinou desde a Dinastia Qin em 221 a.C. até a queda da Dinastia Qing em 1912. Os imperadores eram chamados de "filhos do céu" (天子), um título criado na Dinastia Zhou. O imperador era considerado o dirigente de todas as terras sob o céu.
Os imperadores de uma mesma família são classificados geralmente nos períodos históricos conhecidos como Dinastias. A maioria dos imperadores da China foram geralmente membros da afiliação étnica Han, embora os estudos atuais não mais aplicam categorias étnicas às situações históricas. Também existiram imperadores etnicamente mongóis (Dinastia Yuan) e manchus (Dinastia Qing).

## Origem e história
Os monarcas anteriores à Dinastia Qin eram chamados de Wang (王), traduzido aproximadamente como rei. Em 221 a.C., depois que o rei de Qin terminou a conquista dos vários reinos dos estados em luta, adotou um título novo para refletir seu prestígio como um líder mais poderoso do que os reis que o antecederam. Criou o título Huangdi ou “imperador”, e denominou-se Qin Shihuang, o primeiro imperador. Antes disto, Huang (皇) e Di (帝) eram os títulos de diversos líderes pré-históricos.
Historicamente, a China foi dividida, em épocas numerosas, em reinos menores sob líderes separados. O imperador era na maioria dos casos o líder de uma China unida, ou pelo menos, um reivindicava ser o líder legítimo de toda a China, mesmo não tendo controle sobre todo o território chinês de fato. Há vários exemplos na história onde houve mais de um “imperador da China” simultaneamente. Por exemplo, os vários príncipes da Dinastia Ming, que reivindicavam o título. Após fundar a Dinastia Qing (1644-1911), Wu Sangui reivindicou o título do imperador Kangxi. Nas Dinastias fundadas pelas tribos estrangeiras que eventualmente emergiram na cultura, na política, e na sociedade chinesas, os líderes também tomariam o título do imperador da China, além dos títulos que podiam ter de sua pátria original. O exemplo o mais proeminente é Cublai Cã, que era simultaneamente o "grão-cã" dos mongóis também imperador da China.

## Número de imperadores
Da Dinastia Qin à Dinastia Qing, houve quase 400 imperadores. Alguns declararam-se imperadores e fundaram-se seus próprios impérios como um governo rival para desafiar a legalidade do imperador existente, tal como Li Zicheng, e Yuan Shu. Nem todos estes imperadores são reconhecidos como sendo legítimos. Entre estes imperadores, 10% são vistos como administradores capazes, enquanto 10% foram classificados geralmente como líderes incompetentes. Entre os imperadores conhecidos, os mais famosos são: imperador Qin Shi Huang (Dinastia Qin), imperadores Gaozu e Wu de Han (Dinastia Han), imperador Taizong (Dinastia Tang), Cublai Cã (Dinastia Yuan), imperador Hongwu (Dinastia Ming), imperador Kangxi (Dinastia de Qing).

## Posição e poder
Começando com a Dinastia Qin, sabe-se que o imperador da China era formalmente considerado "o filho do céu" (天子). Como o descendente e o representante do céu na terra, teve o poder absoluto. Seu mandato era considerado como divino. As palavras do imperador eram consideradas éditos sagrados (聖旨), e suas proclamações redigidas “diretrizes orientadoras de acima” (上諭). Na teoria, as ordens do imperador deviam ser obedecidas imediatamente.
Na prática, entretanto, o poder do imperador variou entre imperadores diferentes e Dinastias diferentes. Geralmente, no ciclo dinástico chinês, os imperadores que fundam uma Dinastia consolidaram geralmente o império com o poder absoluto, como evidenciado nos imperadores Qin Shihuang da Dinastia Qin, Taizong da Dinastia Tang, Cublai Cã da Dinastia Iuã, e Kangxi da Dinastia Qing. Estes imperadores governaram como monarcas absolutos durante todo seu reino, mantendo o país centralizado. Durante a Dinastia Song, o poder do imperador era significativamente o poder do chanceler.
O título de imperador era hereditário, a menos que destituído em uma rebelião, geralmente pela primogenitura agnatícia. Em consequência, há muitos casos onde um imperador ascendeu ao trono como criança, devido à morte do pai. Quando isto ocorre, normalmente a mãe do imperador, acumula um poder significativo. De fato, a maioria das imperatrizes mulheres durante a totalidade da história imperial chinesa vieram ao poder como regentes em nome de seus filhos; os exemplos proeminentes incluem a imperatriz regente Lü Zhi da Dinastia Han, assim como a imperatriz regente Tseu-Hi e a imperatriz regente Ci'an da Dinastia Qing, que por um momento governaram como regentes. Se a imperatriz regente é demasiada fraca para suportar o poder, os funcionários judiciais geralmente manuseiam o controle. A presença de eunucos na corte é também importante na estrutura do poder, o imperador confiou geralmente em algum deles, lhes dando acesso a muitos documentos judiciais. Há os casos onde os eunucos ficaram com poder absoluto, como o eunuco Wei Zhongxian da Dinastia Ming. O último eunuco da China imperial foi Sun Yaoting (1902-1996). Há também situações onde outros membros da nobreza apreenderam o poder como regentes. O território total governado pelo imperador da China variou de Dinastia à Dinastia.

## Herança e sucessão
O título de imperador era hereditário, passado tradicional do pai para o filho em cada Dinastia. Há também exemplos onde o trono é dado a um irmão mais novo, pelo imperador falecido não ter nenhuma prole masculino. Por convenção, na maioria das Dinastias, o filho mais velho nascido da Imperatriz (嫡长子) sucede o trono. Em alguns casos quando a imperatriz não gera nenhum filho, o imperador teria um filho com outra de suas muitas mulheres (diz-se todas os filhos do imperador são também da imperatriz, independentemente da mãe biológica). Em algumas Dinastias a sucessão do filho mais velho das imperatrizes foi disputada, porque muitos imperadores tiveram um grande número de progenitores, havia guerras de sucessão entre os filhos rivais. Na tentativa de resolver disputas pós-morte, o imperador, ainda em vida, designava frequentemente um príncipe herdeiro (太子). Mesmo assim, isso causava inveja e desconfiança, e havia irmãos que tramavam uns contra os outros. Alguns imperadores, como o imperador Kangxi, após a abolição do cargo de príncipe herdeiro, colocaram os papéis do seu sucessor em uma caixa lacrada, apenas aberta e anunciado o nome do novo imperador após sua morte.
A teoria de que o imperador chinês era o “filho do céu” e tinha um mandato para governar o mundo, "o mandato do céu"; inseria no fato de que caso acontecesse desastres naturais, seca e fome durante o mandato de um imperador, implicava no fato de que o imperador podia ter perdido o "mandato do céu", justificando-se rebeliões, por isso, o imperador frequentemente fazia orações aos ancestrais e aos deuses para ter um mandato tranquilo.
Este princípio tornou possível mesmo para os camponeses encontrarem uma Dinastia nova, tal como Han e Ming. Era a integridade moral e a liderança benevolente que determinaram o suporte do “mandato do céu”. Este conceito, dizem os, historiadores, era uma das razões pelas quais a China imperial teve alguns dos sistemas de governo mais eficiente nas épocas antigas.

## Tratamento e nome
Era tabu na cultura chinesa referir-se ao imperador por seu nome. Mesmo sua própria mãe devia preferivelmente usar Huangdi (imperador), ou simplesmente Er (“filho”). O imperador também nunca deveria ser chamado como "você". Qualquer um que falasse com o imperador devia chamá-lo de Bixia (陛下), correspondente à “sua majestade imperial”, Huang Shang (皇上, literalmente: Imperador, dentre outras traduções), Tian Zi (天子, literalmente: o filho do céu), ou Sheng Shang (聖上, literalmente: a alteza acima ou santidade divina). Os empregados endereçaram frequentemente o imperador como Wan Sui Ye (萬歲爺, literalmente: Senhor de dez mil anos).
Contrariamente à convenção ocidental de referência a um soberano, onde se usa o nome do reino (por exemplo George V) ou por um nome pessoal (por exemplo rainha Victoria), um imperador devia ser simplesmente referido como Huangdi Bixia (皇帝陛下, sua majestade o imperador) ou Dangjin Huangshang (當今皇上, alteza imperial do tempo atual) quando falado aproximadamente na terceira pessoa. Foi denominado geralmente sua majestade imperial o imperador da grande Dinastia [Dinastia da época], filho do céu, senhor de dez mil anos. Os formulários de endereçamento variaram consideravelmente durante as Dinastias Yuan e Qing.
Um imperador também governava com um nome de era (年號). Desde a adoção do nome de era pelo Imperador Wu de Han e até a Dinastia Ming, o soberano mudava convencionalmente o nome de era durante seu reino. Durante as Dinastias Ming e Qing, os imperadores escolheram simplesmente um nome de era para seu reino inteiro, e as pessoas se referiam frequentemente aos imperadores com esse título. Em Dinastias posteriores, os imperadores receberam um nome de templo (廟號), dado após sua morte. Todos os imperadores também receberam um nome póstumo (謚號), que era combinado às vezes com o nome de templo (por exemplo, Imperador Shengzuren 聖祖仁皇帝 de Kangxi).

## Família
O imperador tinha uma série de concubinas (妃嬪) classificadas pela importância num harém, onde a imperatriz (皇后) ocupava o cargo supremo. Embora o imperador tivesse um status mais elevado pela lei, pela tradição a mãe do imperador, isto é, a imperatriz-mãe (皇太后), geralmente tinha grande respeito no palácio e era responsável pelas decisões na maioria de casos de família. Às vezes, em especial quando um imperador menor de idade estava no trono, era ela que reinava de fato. Os filhos do imperador, os príncipes (王子) e as princesas (公主), eram referidos frequentemente por sua ordem de nascimento, por exemplo, o príncipe mais velho, a terceira princesa e etc. Aos príncipes eram dados frequentemente títulos uma vez que alcançavam a idade adulta. Os irmãos e os tios do imperador desempenhavam serviços na corte pela lei, e detinham status igual aos outros funcionários judiciais (子).